# 吉田武 (サイエンスライター)
吉田 武（よしだ たけし、1956年 - ）は、日本のサイエンスライター。大阪府生まれ。京都大学で工学博士号（数理工学専攻）を取得。論文の題は「Studies on rotating Laplace-Runge-Lenz vector for classical and quantum dynamical systems and its application to relativistic Kepler’s equation（古典及び量子力学系における回転性ラプラス・ルンゲ・レンツベクトルとその相対論的ケプラー方程式に対する応用に関する研究）」。 
著書『虚数の情緒・中学生からの全方位独学法』で、平成12年度日刊工業新聞社第16回技術・科学図書文化賞最優秀賞を受賞した。

## 著書
- 『オイラーの贈物』 （ちくま学芸文庫）
- 『ケプラー・天空の旋律』 （共立出版）
- 『マクスウェル・場と粒子の舞踏』 （共立出版）
- 『虚数の情緒・中学生からの全方位独学法』 （東海大学出版会）
- 『素数夜曲 : 女王陛下のLISP』 （東海大学出版会）
- 『私の速水御舟・中学生からの日本画鑑賞法』 （東海大学出版会）
- 『はじめまして数学リメイク』 （東海大学出版部）
- 『はじめまして物理』 （東海大学出版部）
- 『はじめまして数学』1・2・3 （幻冬舎）
- 『はやぶさ : 不死身の探査機と宇宙研の物語』（幻冬舎）
- 『呼鈴の科学 : 電子工作から物理理論へ』 （講談社）
- 『数式のない数学の話―あの無限、この無限、どの無限？―』 （日本経済新聞出版社）

ほか